# Eclipse de memoria
Eclipse de memoria es el noveno álbum de estudio del grupo de rock mexicano La Barranca. El disco fue grabado en los estudios ARTCO (Polanco) y en El Potrero (Coyoacán) en la Ciudad de México. Para su grabación, la cual tomó alrededor de 7 meses, la banda contó con la colaboración de diversos músicos y amigos,  tales como Yamil Rezc, Alfonso André, Cecilia Toussaint, Daniel Zlotnik y Mónica del Águila, entre otros. 
El disco salió a la venta a mediados de mayo de 2013, y fue presentado en vivo en los meses de junio y julio en la Ciudad de México (Teatro de la Ciudad), Querétaro, Toluca y Guadalajara (Teatro Diana).
Para el siguiente año saldría a la venta la versión en vinilo del disco. También durante ese año presentaron Fatâlis, la musicalización de "El fantasma de la Ópera".

## Lista de temas
| N.º   | Título                         | Escritor(es) | Duración |  |
| 1.    | «El alma nunca deja de sentir» | Aguilera     | 4:03     |  |
| 2.    | «Ante la ley»                  | Aguilera     | 3:37     |  |
| 3.    | «Garzas»                       | Aguilera     | 3:28     |  |
| 4.    | «Flores de invierno»           | Aguilera     | 3:50     |  |
| 5.    | «En cada movimiento»           | Aguilera     | 4:34     |  |
| 6.    | «La tercera joya desde el sol» | Aguilera     | 3:57     |  |
| 7.    | «El futuro más distante»       | Aguilera     | 4:02     |  |
| 8.    | «Campos de batalla»            | Aguilera     | 5:13     |  |
| 9.    | «Sequía»                       | Aguilera     | 4:10     |  |
| 10.   | «Siempre joven»                | Aguilera     | 3:41     |  |
| 11.   | «El tiempo es olvido»          | Aguilera     | 4:23     |  |
| 44:58 |                                |              |          |  |

## Músicos
- Federico Fong: bajo, piano, percusión.
- José Manuel Aguilera: voz, guitarras, órgano, charango.
- Adolfo Romero: guitarras.
- Navi Naas: batería.
- Enrique Castro: marimba, percusión, piano, kalimba.

- Alfonso André: batería.
- Cecilia Toussaint: coros.
- Yamil Rezc: percusión, juno, batería.
- Agustín Bernal: contrabajo.
- Darío González: rhodes, mellotron, hammond.
- Daniel Zlotnik: sax soprano, sax tenor, flauta, hulusi.
- Erick Rodríguez: trombón.
- César Barreiro: trompeta.
- Magali: piano.
- Mónica del Águila Cortés: chelo.
- Arturo González Viveros: violín.
- Erika Ramírez Sánchez: viola.[4]

## Créditos
- Escrito por: José Manuel Aguilera.
- Producido por: Federico Fong y José Manuel Aguilera.
- Pre y Posproducción: Yamil Rezc.
- Arreglos de cuerdas y metales: José Manuel Aguilera dirigidos por Daniel Zlotnik
- Grabación de bases, cuerdas, metales y Sra. Toussaint: Eduardo del Águila en Artco Estudios, Polanco México DF.
- Grabación de guitarras, bajos y voces: La Barranca, en El Potrero, Coyoacán, México DF.
- Mezclado por: Eduardo del Águila.
- Masterizado por: Harris Newman en Grey Market Montreal.
- Fotos portada: Blenda.
- Diseño y tipografía: Gilberto Martínez.
- Modelo: Pamela Aguilar.
- Idea portada: José Manuel Aguilera.[4]